# シェア (チューリップの曲)
「シェア」は、1997年7月2日に発売されたチューリップの通算38枚目のシングル。

## 解説
1997年3枚目となるシングル。
ハウス食品「完熟トマトのハヤシライスソース」のCMソングで、チューリップらしいポップさに溢れた曲調となっている。
再結成時のライブツアーでも演奏され、メンバーの出演するMVも制作された。
CDジャケットは表題曲「シェア」のタイトル文字の下に小さく「今こそ」と入っている。
当初の予定より半月遅れで発売されたセルフカバー・アルバム第2弾『We believe in Magic Vol.2』からの先行シングルである。

## 収録曲
全曲作詞：財津和夫　編曲：チューリップ
1. シェア
  - 作曲：財津和夫
2. ひとつの道
  - 作曲：姫野達也
  - 「シェア」と同様、アルバムからの先行シングルで、再結成後では唯一となる財津と姫野の共作曲である。ボーカルは姫野で、ライブツアーでは演奏されなかった。